# Erica scoparia
Erica scoparia L., 1753 è una pianta della famiglia delle Ericacee, diffusa nella parte occidentale del bacino del Mediterraneo.

## Descrizione
È un alto arbusto sempreverde con foglie aghiformi glabre e di colore verde scuro lunghe 0,4 - 0,7 cm.
I fiori minuscoli e non profumati sono bianco verdastri, lunghi solo 0,15-0,30 cm con corolla globulosa a 4 lobi e caratteristici stimmi rossi. Fiorisce verso maggio.

## Distribuzione e habitat
La specie è diffusa in Portogallo, Spagna (comprese le isole Baleari), Francia (compresa la Corsica), Italia (compresa la Sardegna ma assente in Sicilia), Marocco, Algeria e Tunisia. 
È una delle otto specie di Erica presenti in Italia, segnalata in Italia centrale, Piemonte, Liguria e Sardegna. Forma spesso fitte e impenetrabili macchie assieme a 'Erica arborea.
I terreni preferiti sono quelli acidi.

## Usi
Erica scoparia viene anche comunemente chiamata scopa femmina, mentre Erica arborea è detta scopa maschio.
È da tempi remotissimi usata per la costruzione di scope, ramazze e granate e per i tetti delle capanne. Ha una facile infiammabilità ma è anche fra le prime specie che ricolonizzano i terreni arsi dagli incendi.